# Подоляник, Иван Васильевич
Иван Васильевич Подоляник — советский хозяйственный, государственный и политический деятель, Герой Социалистического Труда.

## Биография
Родился в 1935 году в селе Балабановка Оратовского района Киевской области (ныне — в составе Винницкой области Украины). Член КПСС с 1963 года.
Трудовую деятельность начал в 1951 году помощником комбайнера. После окончания школы механизации в селе Зозов и получения специальности «механик-комбайнёр» по комсомольской путёвке в 1954 году поехал на целину в Северо-Казахстанскую область.
Работал комбайнером Пресновской машинно-тракторной станции (МТС), совхоза «Пресновский», комбайнер совхоза «Миролюбовский» Пресновского района Северо-Казахстанской области Казахской ССР.
Указом Президиума Верховного Совета СССР от 19 февраля 1981 года присвоено звание Героя Социалистического Труда с вручением ордена Ленина и золотой медали «Серп и Молот».
В 1982 году окончил школу повышения квалификации сельскохозяйственных кадров по специальности бригадира комплексных полеводческих бригад и стал работать бригадиром кормодобывающей бригады в совхозе «Миролюбовский»
С 1995 года — на пенсии. Жил в селе Кладбинка Пресновского района, где умер 7 июля 2002 года. Похоронен на местном сельском кладбище.